# 克拉珀 (密蘇里州)
克拉珀（英語：Clapper）是位於美國密蘇里州門羅縣的非建制地區。

## 歷史
克拉珀的郵局於1872年設立，其後於1906年停運。

## 地理
克拉珀所處的海拔為高於海平面230米（即755英呎），而該地所採用的時區為UTC-6，即北美中部時區（CST）。同時該地設有夏令時間，為UTC-6調快一小時，即UTC-5（CDT）。